# Фана Кочовська
Фана Кочовська (макед. Фана Кочовска-Цветковіќ, 27 липня 1927, село Лавци — 17 квітня 2004, Скоп'є) — македонська комуністка, партизанка, національна героїня Югославії. Учасниця Другої світової війни, удостоєна Ордена Народного героя.

## Біографія
Народилася 27 липня 1927 року в селі Лавци недалеко від міста Бітола в бідній сім'ї македонських імігрантів. Їй не було і трьох років, коли батько поїхав на заробітки до Америки. Вже з раннього дитинства змушена була допомагати матері, виконуючи важку роботу в полях, оскільки грошей, що надсилав батько на прожиття не вистачало.

## Друга Світова Війна
На момент квітня 1941 року, коли німецько-фашистські війська вторглися в Югославію, Кочовская була активним членом сільської партійної організації і входила до Союзу комуністичної молоді Югославії. Болгарським поліцаям вдалося захопити одного члена СКМЮ, який публічно вихваляв діяльність організації та її членів — через нього вони вийшли на Фану, провели обшук в сільському будинку, де жили її мати і бабуся, проте дівчині все ж вдалося втекти. Протягом деякого часу вона вела роботу в підпіллі і в підсумку приєдналася до Бітольського партизанського загону «Гоце Делчев». Так, навесні 1942 року в неповні п'ятнадцять років Кочовська увійшла до складу диверсійної групи з семи солдатів — відповідно до поставленого завдання група повинна була атакувати ворожі бункери і зупинити виробництво в свинцевих рудниках. Партизани впоралися із завданням, паралізували роботу в шахтах і благополучно втекли, однак Фана в ході операції була поранена — соратники запропонували їй залишитися на лікування в селі, але дівчина відмовилася і продовжила вести боротьбу в складі партизанської бригади.
У 1943 році під час битви в селі Лавци було вбито багато членів партизанського руху. Кочовська, незважаючи на оточення і часті патрулі болгарських поліцаїв, разом з іншими партизанами, що вижили, протягом півтора місяця ховалася в навколишніх лісах. У березні 1944 року брала участь у лютневому поході Народно-визвольної армії Югославії між гірськими хребтами Кожуф і Козяк. В останні роки війни очолювала молодіжний партизанський батальйон «Стів Наумов».

## Життя після війни
Після звільнення Югославії і закінчення війни Фана Кочовська займалася адміністративною та громадською діяльністю, зокрема була членом районного комітету Народної молоді міста Бітола, членом бюро центрального комітету Народної молоді Македонії, головою Секції жінок Македонії та Югославії. Займала посаду голови комітету з питань соціального нагляду Соціалістичної Республіки Македонії, обиралася до складу Головного управління членом Конференції комуністичної партії Македонії, виступала на десятому з'їзді як член ЦК Комуністичної партії. 9 жовтня 1953 року їй буде присвоєно звання Народного героя Югославії.
Померла 17 квітня 2004 року в Скоп'є.